# Witbaardgibbon
De witbaardgibbon (Hylobates albibarbis) behoort tot de superfamilie van de mensapen (Hominoidea) en de familie van de gibbons (Hylobatidae). Het dier leeft is endemisch op Kalimantan (Indonesië) tussen de rivieren Kapuas and Barito. Deze soort werd in 1911 beschreven als een ondersoort van de oenka (Hylobates agilis), maar wordt sinds 2004 als aparte soort beschouwd.

## Beschrijving
Net als de andere gibbons is dit een tenger gebouwde mensaap, dus zonder staart en met lange armen. Er is geen kenmerkend verschil in kleur tussen de verschillende soorten: oenka, Borneogibbon en Hylobates albibarbis of witbaardgibbon. Uiterlijk lijkt de witbaardgibbon sterk op de Borneogibbon (de ondersoort in het zuidoosten van Borneo). De basiskleur is lichtbruin, de bovenkant van de vacht op de kop en de borst is donkerbruin tot zwart, net als de handen en de voeten. De wenkbrauwen zijn wit en de mannetjes hebben een witte beharing op de wangen, net als de oenka. Het verschil tussen de soorten berust vooral op DNA-onderzoek.

## Leefgebied
Hylobates albibarbis komt voor in tropisch primair laaglandbos, bos dat selectief is gekapt en bos op veenmoerasgronden. Net als de oenka's zijn deze gibbons uitgesproken bosdieren die overdag actief zijn. Het zijn fruiteters met een voorkeur voor vruchten als vijgen, met een hoog suikergehalte, maar ook bladeren en insecten worden gegeten. In de jaren 1990 werd vastgesteld dat de dichtheid in het Nationaal Park Tanjung Puting 8,7 individuen per km² was en in het Nationaal Park Gunung Palung 14,9 individuen per km².

## Status als bedreigde soort
Deze gibbonsoort heeft zwaar te lijden gehad door de grote bosbranden in de jaren 1990 en voortdurende ontbossingen (zowel legaal als illegaal), aanleg van oliepalmplantages en het droogleggen van de veenmoerassen. Verder bestaat er jacht en handel in deze gibbon. In 2004 rapporteerde de IUCN 79 dieren die illegaal op markten te koop werden aangeboden.